# Križarske vojne
Križarske vojne so bili vojaški podvigi Latinske rimokatoliške cerkve od sredine srednjega veka do konca poznega srednjega veka. Leta 1095 je Papež Urban II. pozval na prvo križarsko vojno, katere cilj je bil kristjanom zagotoviti dostop do svetih krajev v Jeruzalemu in njegovi bližini. Za številne zgodovinarje in nekatere sodobnike, kot je bil sveti Bernard iz Clairvauxa, so bile enako pomembne tudi druge vojaške operacije iz različnih verskih, ekonomskih in političnih razlogov, ki so dobile papežev blagoslov, kot je bila na primer albižanska križarska vojna, aragonska križarska vojna, rekonkvista in severne križarske vojne. Po prvi križarski vojni se je s prekinitvami 200 let dolgo bojevalo za nadzor nad Sveto deželo, s še šestimi večjimi križarskimi vojnami in številnimi manj pomembnimi vojnami. Konflikta je bilo konec leta 1291, ko je padla zadnja krščanska trdnjava v Sveti deželi v Akri; katoliška Evropa se odtlej nikoli več ni usklajeno lotila vzhoda.
Nekateri zgodovinarji vidijo v križarskih vojnah izključno obrambne vojne proti širitvi Islama na Bližnjem vzhodu, drugi jih razumejo kot znak dolgotrajnega konflikta na mejah Evrope, spet drugi pa kot samozavesten in napadalen poskus širiti zahodno krščanstvo pod papeževim vodstvom. Bizanc ni bil sposoben ponovno osvojiti ozemelj, zgubljenih v arabsko-bizantinskih in bizantinsko-seldžuških vojnah, v katerih je bil ob plodno kmetijsko zemljo  in obsežne pašne površine Anatolije, potem ko so ga seldžuški Turki porazili v bitki pri Manzikertu. Urban II. je skušal združiti Krščansko cerkev pod svojim vodstvom in v ta namen ponudil cesarju Alekseju I. vojaško pomoč.
Več sto tisoč rimskokatoliških kristjanov se je pridružilo križarjem z javno zaobljubo in odpustki, ki jih je podelil Vatikan. Križarji so prišli iz različnih fevdalnih kraljestev zahodne Evrope, zaradi česar so bili vsi poskusi oblikovati enotno osrednje poveljstvo obsojeni na neuspeh. Med križarji je bilo na stotine aristokratov in plemičev, vsak med njimi osredotočen na lastno slavo, bogastvo in pomembnost; že sama ideja, da bi se fevdalec odpovedal poveljstvu nad njemu zvestim moštvom in ga predal enemu samemu poveljniku, plemiču in tekmecu na dvoru, je bila nepredstavljiva in žaljiva zanje. To pomanjkanje osrednjega poveljstva je pogosto vodilo do prepirov med plemiči, cerkvenimi voditelji in dvorjani ter do verskih političnih ločin in nestalnih zavezništev med stotinami muhastih fevdalcev, ki so se prerekali med sabo za politično prednost in vpliv na vojsko; na trenutke je to vodilo do precej bizarnih situacij, kot takrat, ko so križarji povabili islamski sultanat Rum, da se jim pridruži v peti križarski vojni.
Vpliv križarskih vojn je bil globok in sodbe o ravnanju križarjev so zelo različne, od zelo kritičnih do laskavih. Jonathan Riley-Smith vidi v neodvisnih državah, kot so bile na primer Jeruzalemsko kraljestvo in križarske države, prvi poskus »Prekomorske Evrope«. Ti dogodki so ponovno odprli Sredozemsko morje za trgovino in potovanje in omogočili razcvet Genove in Benetk. Križarske vojske so na pohodu trgovale z lokalnim prebivalstvom in pravoslavni Bizantinski cesarji so za križarje, ko so bili na poti skozi njihovo ozemlje, pogosto uredili trge. Križarsko gibanje je utrdilo kolektivno identiteto Latinske cerkve pod vodstvom papeža in predstavljalo vir junaštva, viteštva in srednjeveške pobožnosti, iz njih pa je izvirala srednjeveška romanca, filozofija in književnost. Križarske vojne so po drugi strani okrepile vezi med zahodnim krščanstvom, fevdalizmom in militarizmom, ki so bile v nasprotju z mirom in božjim premirjem, za katerega se je zavzemal Urban.
Križarji so pogosto na običajni srednjeveški način plenili države, skozi katere jih je nesla pot. Plemiči so pogosto zadržali večino osvojenega ozemlja, namesto da ga, kot so bili prisegli, vrnili Bizantincem. Ob spodbudi Cerkve je med križarskimi vojnami prišlo do pogromov v Porenju in do pomora več tisoč Judov. Konec 19. stoletja so judovski zgodovinarji te dogodke uporabili kot argument v podporo Sionizmu.
V četrti križarski vojni so rimokatoliki zavzeli  Konstantinopel, kar je pomenilo konec upov, da se krščanski cerkvi po razkolu spet združita; onemoglo Bizantinsko cesarstvo je kasneje padlo v roke Osmanom. Kljub vsemu pa so bili mnogi križarji samo revni ljudje, ki so stiskam srednjeveškega življenja skušali ubežati z orožjem v roki, z romanjem, katerega konec bi bilo vnebovzetje v Jeruzalemu.

## Predhodni križarski pohodi v 11. stoletju
Še pred prvo križarsko vojno leta 1095 se je v drugi polovici 11. stoletja zgodil niz nepovezanih križarskih pohodov, ki jih je razglasil papež in so bili pretežno lokalnega značaja. Tekom rekonkviste je v 11. stoletju prišlo do niza spopadov med kristjani in muslimani, zato je osnovni kriterij, da je nek vojaški pohod označen za križarskega, to, da je potekal pod pokroviteljstvom papeža tega obdobja, ki je razglasil sveto vojno proti nevernikom na katerem od koncilov.

### Vojna za Barbastro 1063
Temu kriteriju ustreza najprej t. i. vojna za Barbastro, ki je potekala pod pokroviteljstvom papeža Aleksandra II., ki je zbral zahodnoevropsko plemstvo, večinoma Francoze, Burgundce in Italonormane), da bi nudil pomoč aragonskemu kralju Sanči Ramirezu pri zavzetju strateškega mavrskega mesta Barbastro, utrjenega obmejnega mesta v zaragoški taifi. Sodelovanje kristjanov in muslimanov pod taktirko Ferdinanda II. proti aragonskim kristjanom v preprečitvi aragonskega poskusa zavzetja trdnjave Graus leto dni poprej je užalilo papeža Aleksandra II., ki je sklical vojsko za pomoč Aragoncem. Odziv je bil nepričakovano velik, na čelu zgodnje križarske vojske je bil vojvoda Vilijem VIII. Akvitanski. Mesto ni vzdržalo napada združene krščanske koalicije, bilo je temeljito izropano, prebivalstvo pa pobito, manjši del prodan v suženjstvo. Mesto Barbastro je bilo v krščanskih rokah slabo leto dni, nakar so ga ponovno zavzeli muslimani in pobili krščansko posadko. Četudi sam spopad nima zgodovinske vrednosti pri nadaljnji rekonkvisti, ga zgodovinarji označujejo kot primer križarske vojne pred križarsko vojno.

### Križarski pohod 1073
Med prvimi potezami novega papeža Gregorja VII. je bila razglasitev križarskega pohoda za pomoč kraljevini Aragoniji proti južnim muslimanskim sosedom. Pohod naj bi vodil francoski grof Ebles II. iz Roucyja, vendar se pohod  ni nikoli zgodil, oziroma če so se boji na Iberskem polotoku tisti čas odvijali, niso dokumentirani kot del tega križarskega pohoda. Navarrski kralj Sančo IV. in zaragoški emir Al Muktadir sta zaradi tega križarskega pohoda sklenila sporazum o nenapadanju in medsebojni pomoči. Občasna zavezništva med muslimani in kristjani, ki so bili kakorkoli ogroženi s strani lastnih sovernikov, za tisti čas niso bila redkost in enako je veljalo kasneje za Sveto deželo.

### Mahdijski križarski pohod 1087
Leta je v pontifikatu papeža Viktorja III. potekal koncil v Benvenetu, ki so se ga udeležili Viktorjevi podporniki (takrat je bil investiturni boj med cesarstvom in papeštvom na vrhuncu). Na koncilu so obnovili izobčenja protipapeža in cesarja, obsodili laično investituro in razglasili križarsko vojno proti saracenskim piratom v Severni Afriki (Mahidijski križarski pohod). V odziv na razglasitev križarskega pohoda proti saracenskim piratom v severni Afriki je združena flota republik Pise, Genove in Amalfija z blagoslovom papeža Viktorja III. napadla severno afriško prestolnico Ziridov Mahdijo. "Pohod" je bil uspeh in ti "zgodnji" križarji so Mahdijo zasedali leto dni, preden so se v zameno za bogat plen umaknili.
Papež Viktor III. je konec leta 1087 umrl in naslednje leto ga je nasledil "križarski" papež Urban II. Primeri križarskih pohodov pred letom 1095 so bili razmeroma lokalnega značaja ali pa se jih je udeležilo zgolj plemstvo.

## Prva križarska vojna (1095-1099)
Prvo križarsko vojno je leta 1095 začel papež Urban II. v francoskem Clermontu kot odgovor na prošnjo bizantinskega cesarja Alekseja I. Komnena za vojaško pomoč nasproti Seldžukom proti katerim se Bizanc sam ni mogel braniti (v bitki pri Matzikertu leta 1071 je bil poražen-celotna Mala Azija je tako bila zelo ranljiva). Bizantinski cesar je to prošnjo večkrat ponovil preden je bil uslišan (šele, ko je papež postal Urban II.). Cilj tega prvega križarskega pohoda je bil, da bi kristjani od muslimanov vnovič zavzeli Jeruzalem in Sveto deželo, hkrati pa tudi pomagali Bizantinskemu cesarstvu v borbi proti Turkom Seldžukom. Prva križarska vojna se je za krščanski svet končala uspešno, saj so po njenem koncu v Palestini in Siriji ustanovili štiri križarske države.

Nudili so se čudoviti pogledi. Nekateri od naših mož (in ti so bili bolj usmiljeni) so svojim sovražnikom robili glave; drugi so jih prestreljevali s puščicami, da so padali s stolpov; spet drugi so jih metali v plamene, da je njih muka bila še dolgotrajnejša. Po ulicah mesta je bilo videti kupe glav, rok in nog. Prek človeških in konjskih trupel si težko našel pot. Vse to pa ni bilo nič v primerjavi s tem, kar se je dogajalo v templju Salomona, tam, kjer so drugače odmevale molitve ... v Salomonovem templju in na njegovem obrobku je kri možem segala do kolen in konjem do vajeti. Resnično, to je bila pravična in čudovita božja kazen, to mesto, potem ko je tako dolgo trpelo zaradi njih bogoskrunstev, je napolnila s krvjo nevernikov.

»Naj bo siromak, plemič ali ropar. Naj pade na poti ali v boju mu bodo odpuščeni vsi grehi!« To so bile besede papeža Urbana II., ki so se za vedno zapisale v zgodovino. Vseeno pa te besede niso dokazano avtentične, saj obstajajo tudi druge različice papeževega govora. Križarska vojna je bila tudi kot /velik cerkveni odpustek , njen glavni cilj pa je bil osvojitev Jeruzalema in drugih svetih mest.

## Druga križarska vojna (1145-1149)
Številni pridigarji, med njimi najbolj viden Bernard iz Clairvauxa, so zahtevali novo križarsko vojno. Druga križarska vojna, to je drugi veliki vojaški pohod z verskim ozadjem, je izbruhnila leta 1145 kot odgovor na padec Edese leto prej. Grofija Edesa je bila prva križarska država, ki so jo ustanovili v Levantu že med prvo križarsko vojno (1095-1099) in tudi prva, ki je propadla. 
Drugo križarsko vojno je napovedal papež Evgen III. v svoji buli Quantum praedecessores, ki jo 1. decembra 1145 naslovil na francoskega kralja Ludvika VII. Vojni pohod sta vodila evropska kralja Ludvik VII. Francoski in Konrad III. Nemški s pomočjo številnih pomembnih evropskih plemičev. Vojski obeh kraljev sta preko Evrope korakali ločeno. Na poti skozi Bizantinsko cesarstvo ju je nekoliko oviral cesar Manuel I. Komnen, v Anatoliji pa so zatem vsako vojsko posebej porazili Turki Seldžuki. Ludvik in Konrad sta z ostanki svojih vojsk uspela priti do Jeruzalema in se udeležiti ponesrečenega napada na Damask.
Druga križarska vojna je doživela popoln polom in veliko zmago muslimanov, ki je nazadnje pripeljala do padca Jeruzalema in tretje križarske vojne. 
Njen edini uspeh se ni zgodil na Bližnjem vzhodu, pač pa na Portugalskem. Križarji iz Flandrije, Frizije, Normandije, Anglije, Škotske in delno iz Nemčije so namesto po kopnem potovali po morju. Mimogrede so se ustavili na Portugalskem in leta 1147 pomagali osvojiti Lizbono.
V vzhodni Evropi se je istočasno začela prva Severna križarska vojna, katere cilj je bil prisilno pokristjanjenje poganskih plemen. Severne križarske vojne so trajale več stoletij.

## Tretja križarska vojna (1189–1192)
Po propadlem drugem križarskem pohodu je muslimaska dinastija Zengidov obvladovala celotno Sirijo in se zapletla v spore s Fatimidi iz Egipta, kar je nazadnje pripeljalo do združitve egiptovske in sirske vojske pod Saladinovim poveljstvom. Združena vojska je postopoma osvajala ozemlje Jeruzalemskega kraljestva in leta 1187 osvojila Jeruzalem.
Verska gorečnost in padec Jeruzalema sta vzpodbudila angleškega kralja Henrika II. in francoskega kralja Filipa II. da sta prekinila medsebojno vojno in napovedala novo sveto vojno. Henrik je leta 1189 umrl, zato je poveljevanje angleškega dela križarske vojske prevzel Rihard I. Pozivu na vojno se je odzval tudi ne več mladi cesar Svetega Rimskega cesarstva Friderik I. Barbarossa in osebno vodil nemško vojsko preko Anatolije. Friderik je še pred prihodom v Sveto deželo umrl, kar je tako zmanjšalo moralo njegove vojske, da se je večina njegovih enot vrnila domov.
Križarska vojska je na začetku dosegla nekaj vojaških uspehov, potem pa so se začeli prepiri zaradi delitve plena, zato sta Leopold V. in Filip II. avgusta 1191 razočarana nad Rihardom zapustila Sveto deželo.
2. septembra 1192 sta Rihard in Saladin sklenila mirovno pogodbo, po kateri je Jeruzalem ostal pod muslimansko oblastjo, neoboroženi krščanski romarji pa so lahko neovirano obiskovali sveta mesta. 9. oktobra je 1192 je tudi Rihard zapustil Sveto deželo.
Tretja križarska vojna ni dosegla svojega cilja - osvoboditve Jeruzalema, zato so šest let kasneje začeli četro križarsko vojno.

## Četrta križarska vojna (1202–1204)
Četrti križarski pohod ni bil namenjen proti Sveti deželi ampak proti Egiptu, ki je bil najmočnejša islamska dežela tudi v vojaškem smislu.
Križarji so prišli do Sredozemskega morja in zaprosili Benečane, naj jim posodijo ladje, s katerimi bi odpluli na Jutrovo. Benečani so na to pristali, a pod enim pogojem, ki jim je bil močno v korist. V zameno za ladje so križarji morali ob svojem potovanju pleniti tudi za Benečane, med drugim tudi po obalah Jadranskega morja. Križarji so tako napadli dalmatinska mesta, denimo Zadar in Split, jih dodobra oplenili, nato pa se podali še nad Bizanc. V Bizancu so ustanovili latinsko cesarstvo (1204-61) pod beneškim vplivom. Ker so po svojem mnenju naropali že dovolj, so se odrekli nadaljnji plovbi proti Jutrovemu in se obrnili nazaj proti Benetkam.

## Peta križarska vojna (1217–1221)
Leta 1213 papež Inocenc III. je želel ponovno osvojiti Jeruzalem. Po propadu četrte križarske vojne, se je zavzemal za novo. Zaradi medsebojnih sporov pa se katoliške države ne odločijo organizirati pohoda. Cerkev je na četrtem lateranskem cerkvenem zboru leta 1215 oblikovala načrt za ponovno zavzetje Svete dežele. 
Vendar se zaradi smrti Inocenc III. priprave zavlečejo. Novi papež Honorij III. piše pismo evropskim monarhom, v katerem jih spodbuja h križarski vojni, vendar je odziv šibak. Boljši je bil odziv med francoskimi in nemškimi baroni, Frizijci (Frizija je območje z otočki, severno od Nizozemske) pa so obljubili floto.
Križarji so se zbrali v Italiji leta 1217 in prezimili v čakanju na Frizijce, aprila 1218 pa je prvi del vojske, z voditelji odplul proti Akri.
Odločili so se napasti Egipt, saj je bila najbogatejša dežela Bližnjega vzhoda in pomembno pomorsko oporišče Arabcev. Vojska se je pred samim napadom ustavila in okrepila v Akri, kjer se jim je pridružil tudi jeruzalemski kralj. 24. maja 1218 so križarji opdluli v Egipt in napadli Damieto. Damieta je bila močna egiptovska utrdba. Z njenim zavzetjem bi križarji pridobili nadzor nad Nilom. Najlažje bi Damieto zavzeli tako, da bi z ladjami zapluli v Damieti najbližji rokav reke Nil, a je križarjem dostop do njega preprečevala veriga, napeta med obzidjem Damiete in citadelo, ki je stala na otoku. Križarji so po zagrizenih napadih naposled le uničili citadelo ter tako obkolili mesto. Zaradi tega je sultana Al Adila I. zadela srčna kap. Nadzor nad Egiptom je prevzel eden njegovih sinov, Al Kamil. Križarji so bili vedno bližje zavzetju Damiete, zato je Al Kamil skušal izboriti premirje s križarji. Med drugim jim je v zameno ponudil celo Jeruzalem in nekatera območja, a je španski kardinal Pelagij, vodja celotne odprave trmasto zavračal kakršna koli pogajanja s svojimi nasprotniki (kar ga je pozneje drago stalo). Ogrski, avstrijski in bavarski križarji so po petnajstih mesecih obleganja leta 1219 naposled dosegli bleščečo zmago in se napotili proti Kairu. Tam se je proti križarjem bojevalo vedno več vojakov, zaradi česar so se boji zavlekli v čas Nilovih poplav. Te so popolnoma ohromile križarsko vojsko. Poleg tega so križarji doživeli hud poraz tudi na morju. Zaradi tega so bili prisiljeni sprejeti premirje, da bi se izognili popolnemu uničenju.

## Šesta križarska vojna (1228-1229)
Friderik II. je odplul iz Brindisija proti Siriji, čeprav ga je obremenjevalo papeževo izobčenje. Kljub temu je z diplomacijo dosegel nepričakovan uspeh: Jeruzalem, Nazaret in Betlehem je križarjem zagotovil za dobo desetih let. Ta križarski pohod je bil prvi, na katerega ni pozval Vatikan: takšna težnja se je ohranila do konca stoletja.

### Križarska vojna baronov (1239-1240)
Neoštevilčena križarska vojna, ki se je udeležijo navarrski kralj Teobald I. Šampanjski, bretonski vojvoda Peter Dreuški, burgundski vojvoda Hugo IV., poitouški grof Rihard Cornwallski, množica francoskih baronov, viteški redovi ter procesarsko plemstvo krščanskega Zamorja. Edina uspeha te vojne sta zavzetje Askalona ter manjša razširitev zaledja.

## Sedma križarska vojna (1248-1254)
Papeški interesi, ki so jih zastopali templarji, so leta 1243 privedli do spora z Egiptom. Naslednjega leta so Horezmijci, po katere je poslal Egipt, napadli Jeruzalem. Kljub temu, da napad v Evropi ni izzval takšne jeze, kot jo je padec Jeruzalema leta 1187, je Ludvik IX. Francoski pripravil križarski pohod nad Egipt, ki se je začel v novozgrajenem pristanišču Aigues-Mortes v južni Franciji. Pohod se je izjalovil in Ludvik je večino časa preživel na križarskem dvoru v Akki.

## Osma križarska vojna (1270)
Ludvik IX. Francoski se je na pohod odpravil, da bi pomagal ostankom križarskih državic v Siriji, vendar se je preusmeril v hafsidsko Tunizijo, kjer je križarjem klavrno spodletelo obleganje Tunisa. Poletna vročina, vsesplošno pomanjkanje vode in hrane ter slabe priprave so med križarji terjale visok krvni davek. Med številnimi žrtvami je po dveh mesecih obleganja umrl tudi kralj Ludvik IX. Kraljev mlajši brat Karel I. Anžujski je pred Tunis prispel na dan kraljeve smrti in s sklenitvijo premirja skušal rešiti kar se je rešiti dalo. Na poti nazaj na Sicilijo je orkanski vihar zdesketal še preostanek križarske flote.

## Deveta križarska vojna (1271-1272)
Včasih se šteje skupaj z osmo križarsko vojno. Nadaljeval jo je angleški kronski princ Edvard, ki je nekoliko zamudil z odpravo in je prispel pred Tunis šele novembra 1270. Pot je nato nadaljeval na Sicilijo, kjer je prezimil in prepričal Karla I. Anžujskega, da mu je kljub hudim izgubam pomagal nadaljevati odpravo proti Sveti deželi. Po nekaj manjših praskah je v trdnjavi Akon sklenil enajstletno premirje z egiptovskimi mameluki. Slednji so leta 1289 osvojili Tripoli, tri leta kasneje še Akon in s tem dokončno pregnali kristjane iz Svete dežele.

## Križarska vojna v Franciji
To je bila vojna proti katarom (heretikom) v južni Franciji, ki jo je sprožil papež Inocenc III. leta 1208. Katari so imeli velik politični vpliv ter so spodbujali upor proti Cerkvi in oblastem. Vojna je bila precej krvava in jo je spremljala močna inkvizicijska dejavnost.

## Španska križarska vojna proti Arabcem
Španci so se borili proti Arabcem v boju, ki ga imenujemo rekonkvista (španska beseda za »ponovno zavzetje«). Časovno se je mestoma vključevala v zgornje oštevilčene križarske vojne, saj je ena od pomorskih poti vodila skozi Giblartar. To pot so uporabljali predvsem narodi ob Severnem morju (Angleži, Flamci, Skandinavci). Rekonkvista se je končala z osvojitvijo trdnjave Alhambra v mestu Granada leta 1492. Ker je bila ena od križarskih pomorskih poti proti Zamorju skozi Gibraltarsko ožino, se posamezne epizode križarskih vojn vključujejo v rekonkvisto.

## Kritika
Križarske vojne so podpirali v Evropi tudi po padcu Akre leta 1291, kljub kritiki sodobnikov, kot je bil Roger Bacon, ki je doživljal, da so križarji neučinkoviti – »tisti, ki preživijo, so skupaj s svojimi otroki glede krščanske vere vedno bolj zagrenjeni.« Zgodovinar Norman Davies povzema primer proti križarjem tako: borili so se proti Pax Dei, Treuga Dei, ki ju je promoviral papež Urban II. Namesto tega so ojačali povezavo med vzhodnim krščanstvom, fevdalizmom in militarizmom. Formacija vojaškega religioznega reda je škandalizirala bizantinske pravoslavne Grke. Križarji so oplenili dežele, skozi katere so potovali in zadržali zase osvojena ozemlja, ki so prej pripadala Bizancu – niso jih vrnili Bizancu, čeprav so to najprej prisegli. Križarski pohod ubogih je izzval porenske poboje in poboje tisoče Judov. V poznem 19. stoletju so judovski zgodovinarji uporabili to epizodo v podporo sionizmu. 4. križarska vojna se je razvila v obleganje Konstantinopla (1204) in tako izključila možnost združitve krščanskih cerkva po veliki shizmi in vodila v oslabitev in padec bizantinskega imperija v roke Otomanov.
Zgodovinarji razsvetljenstva kritizirajo napačno usmeritev križarskega gibanja. Poudarjajo, da je 4. križarska vojna namesto napada na islam izvedla napad na drugo krščansko silo - Vzhodno rimsko cesarstvo. David Nicolle pravi, da je bila 4. križarska vojna vedno kontroverzna v smislu izdaje Bizanca.
800 let po 4. križarski vojni je papež Janez Pavel II. dvakrat izrazil obžalovanje za dogodke med to križarsko vojno. Leta 2001 je napisal atenskemu nadškofu Kristodolusu: »Tragično je, da so se napadalci, ki so hoteli vzpostaviti prost dostop za kristjane v Sveti deželi, obrnili proti bratom v veri. Dejstvo, da so bili rimokatoliki, napolnjuje katoličane z globokim obžalovanjem.« Ko je carigrajski partiarh Bartolomej I. leta 2004 obiskal Vatikan, je Janez Pavel II. rekel: »Le kako si ne bi mogli, z razdalje 800 let, deliti bolečine in gnusa.« To velja za opravičilo grški pravoslavni Cerkvi za grozen poboj, ki so ga izvedli vojaki četrte križarske vojne.
Aprila 2004 je v govoru ob 800-letnici padca mesta ekumenski patriarh Bartolomej I. formalno sprejel opravičilo. »Duh sprave je močnejši od sovraštva,« je dejal med bogoslužjem, ki se ga je udeležil lyonski rimskokatoliški nadškof Philippe Barbarin. »S hvaležnostjo sprejemamo in spoštujemo vašo srčno gesto zaradi tragičnih dogodkov četrte križarske vojne. Dejstvo je, da se je v tem mestu pred 800 leti zgodil zločin.« Batrolomej je dejal, da opravičilo sprejema v duhu velike noči: »Duh sprave in vstajenja ... nas spodbuja k spravi naših Cerkva.«

## Vir
- Tate, Georges: Križarji in svet Vzhoda Ljubljana, DZS, 1994 (COBISS)